# Hřbitov v Ruprechticích (Liberec)
Hřbitov v Ruprechticích je hřbitov v někdejší samostatné obci Ruprechtice, od roku 1939 části města Liberce, v severní části města. 

## Historie

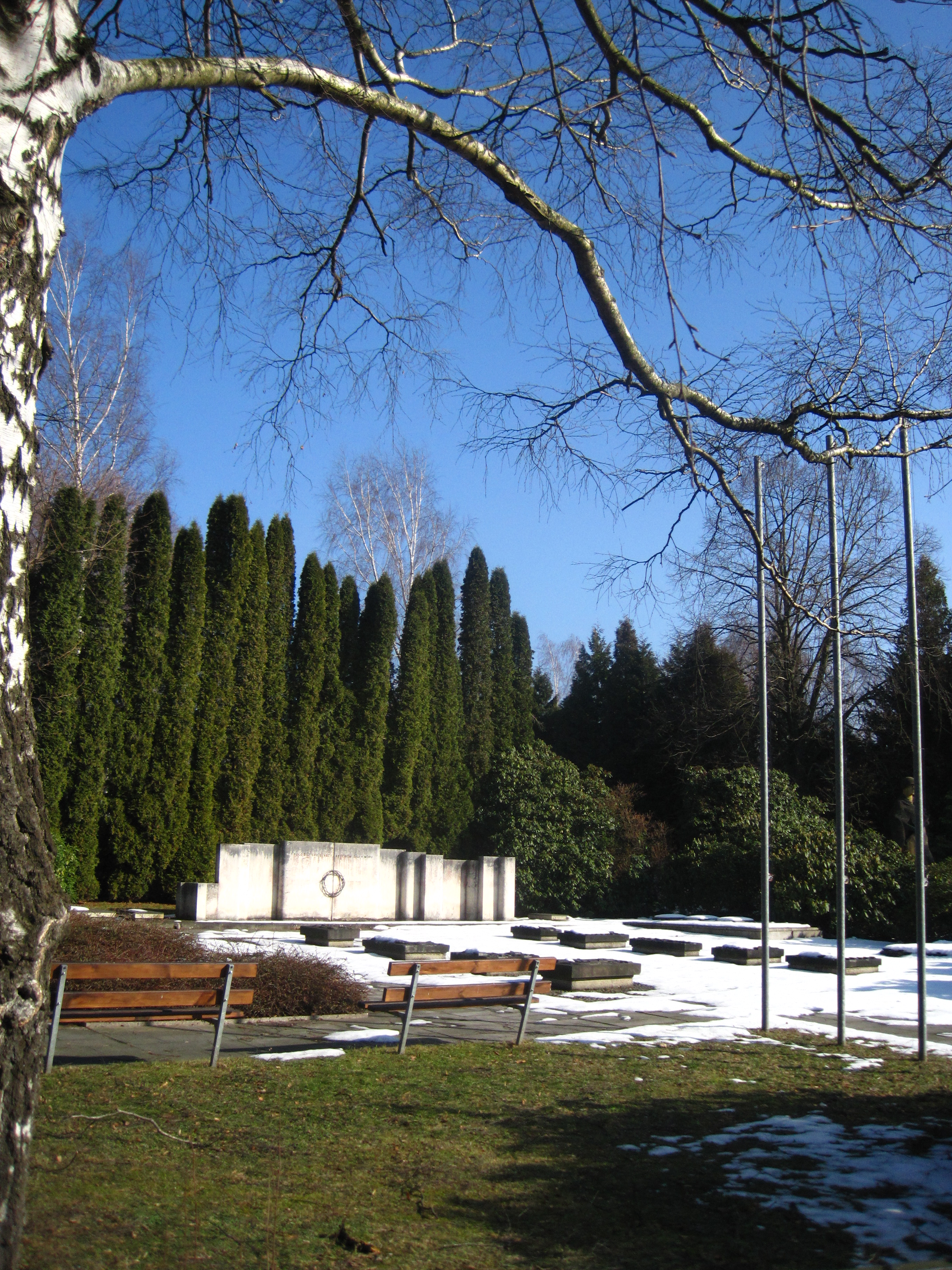
Památník obětem válek

Hřbitov byl v Ruprechticích zřízen roku 1900, na okraji tehdejší aglomerace Liberce. Do té doby se pohřbívalo především na Městském hřbitově na Starém Městě blíže centru města. Areál pohřebiště byl obehnán jednoduchou cihlovou zdí. V jihozápadním rohu vznikla jednoduchá kaple s malou střešní zvonicí. V průběhu let zde bylo vystavěno také několik kaplových hrobek. 
Po skončení první světové roku 1918 zde byl zřízen vojenský hřbitov a památník pohřbených vojáků, Čechů, Slováků, Poláků, Němců, Rusů, Ukrajinců, Francouzů a dalších národností.
Asi 100 metrů od hřbitova se nachází kostel svatého Antonína Paduánského postavený v novogotickém slohu v letech 1908–1910.